# Moose River
Moose River är en 104 km lång flod i Ontario, Kanada (547 km lång inklusive bifloden Mattagami). Den bildas genom sammanflödet av Mattagami River och Missinaibi River och rinner åt nordost och mynnar ut i James Bay vid städerna Moosonee och Moose Factory. Avrinningsområdet är 108 500 km². Förutom de redan nämnda bifloderna märks Abitibi River, Groundhog, Kapuskasing and Kwataboahegan.